# Liste der Monuments historiques in Foussemagne
Die Liste der Monuments historiques in Foussemagne führt die Monuments historiques in der französischen Gemeinde Foussemagne auf.

## Liste der Bauwerke
| Bezeichnung        | Beschreibung | Standort                 | Kennzeichnung | Schutzstatus | Datum | Bild           |
| ------------------ | ------------ | ------------------------ | ------------- | ------------ | ----- | -------------- |
| Ehemalige Synagoge | Erbaut 1875  | Grande Rue Nr. 18 (Lage) | PA00101148    | Inscrit      | 1984  | weitere Bilder |